# Lista das divisões da Waffen-SS
Lista das divisões das Waffen-SS:
| Número | Designação da divisão                                         | Origem étnica                                                                                     | Último comandante                                                   | Anos em actividade | Insígnia | Máximo de operacionais |
| ------ | ------------------------------------------------------------- | ------------------------------------------------------------------------------------------------- | ------------------------------------------------------------------- | ------------------ | -------- | ---------------------- |
|        |                                                               |                                                                                                   |                                                                     |                    |          |                        |
| 1.ª    | "Leibstandarte Adolf Hitler"                                  | Alemã                                                                                             | SS-Brigadeführer e Generalmajor das Waffen-SS Otto Kumm             | 1933–1945          |          | 20 844 (1942)          |
|        |                                                               |                                                                                                   |                                                                     |                    |          |                        |
| 2.ª    | "Das Reich"                                                   | Alemã                                                                                             | SS-Standartenführer Karl Kreutz                                     | 1939–1945          |          | 20 184 (1944)          |
|        |                                                               |                                                                                                   |                                                                     |                    |          |                        |
| 3.ª    | "Totenkopf"                                                   | Alemã                                                                                             | SS-Brigadeführer e Generalmajor das Waffen-SS Hellmuth Becker       | 1939–1945          |          | 21 186 (1942)          |
|        |                                                               |                                                                                                   |                                                                     |                    |          |                        |
| 4.ª    | "Polizei"                                                     | Alemã                                                                                             | SS-Oberführer Walter Harzer                                         | 1940–1945          |          | 19 377 (1941)          |
|        |                                                               |                                                                                                   |                                                                     |                    |          |                        |
| 5.ª    | "Wiking"                                                      | Voluntários da Noruega, Dinamarca, Suécia, Finlândia, Estónia, Países Baixos e Flandres           | SS-Oberführer Karl Ullrich                                          | 1940–1945          |          | 17 347 (1941)          |
|        |                                                               |                                                                                                   |                                                                     |                    |          |                        |
| 6.ª    | "Nord"                                                        | Alemã                                                                                             | SS-Standartenführer Franz Schreiber                                 | 1941–1945          |          | 21 247 (1942)          |
|        |                                                               |                                                                                                   |                                                                     |                    |          |                        |
| 7.ª    | "Prinz Eugen"                                                 | Alemães étnicos voluntários de Banato, do Estado Independente da Croácia (NDH), Hungria e Roménia | SS-Brigadeführer e Generalmajor das Waffen-SS August Schmidthuber   | 1942–1945          |          | 21 120 (1943)          |
|        |                                                               |                                                                                                   |                                                                     |                    |          |                        |
| 8.ª.ª  | "Florian Geyer"                                               | Alemã e alemães étnicos de Siebenbürgen (Transilvânia) e Banato (Sérvia).                         | SS-Brigadeführer e Generalmajor das Waffen-SS Joachim Rumohr        | 1941–1945          |          | 13 000 (1944)          |
|        |                                                               |                                                                                                   |                                                                     |                    |          |                        |
| 9.ª    | "Hohenstaufen"                                                | Alemã                                                                                             | SS-Brigadeführer e Generalmajor das Waffen-SS Sylvester Stadler     | 1943–1945          |          | 19 611 (1943)          |
|        |                                                               |                                                                                                   |                                                                     |                    |          |                        |
| 10.ª   | "Frundsberg"                                                  | Alemã                                                                                             | SS-Obersturmbannführer Franz Roestel                                | 1943–1945          |          | 19 313 (1943)          |
|        |                                                               |                                                                                                   |                                                                     |                    |          |                        |
| 11.ª   | "Nordland"                                                    | Maioritariamente voluntários de Países nórdicos                                                   | SS-Brigadeführer e Generalmajor das Waffen-SS Gustav Krukenberg     | 1943–1945          |          | 11 749 (1943)          |
|        |                                                               |                                                                                                   |                                                                     |                    |          |                        |
| 12.ª   | "Hitlerjugend"                                                | Alemã                                                                                             | SS-Brigadeführer e Generalmajor das FWaffen-SS Hugo Kraas           | 1943–1945          |          | 21 482 (1943)          |
|        |                                                               |                                                                                                   |                                                                     |                    |          |                        |
| 13.ª   | "Handschar"                                                   | Bósniaca (depois Croatas), Croatas, Alemães étnicos da Croácia                                    | SS-Brigadeführer e Generalmajor das Waffen-SS Desiderius Hampel     | 1943–1945          |          | 21 065 (1943)          |
|        |                                                               |                                                                                                   |                                                                     |                    |          |                        |
| 14.ª   | "Galizien"                                                    | Ucranianos da Galícia                                                                             | General (UNA) Pavlo Shandruk                                        | 1944–1945          |          | 22 000 (1944)          |
|        |                                                               |                                                                                                   |                                                                     |                    |          |                        |
| 15.ª   | 1.ª Letã                                                      | Letã                                                                                              | SS-Brigadeführer e Generalmajor das Waffen-SS Karl Burk             | 1942–1945          |          | 20 291 (1943)          |
|        |                                                               |                                                                                                   |                                                                     |                    |          |                        |
| 16.ª   | "Reichsführer-SS"                                             | Alemã                                                                                             | SS-Oberführer Otto Baum                                             | 1943–1945          |          | 14 223 (1943)          |
|        |                                                               |                                                                                                   |                                                                     |                    |          |                        |
| 17.ª   | "Götz von Berlichingen"                                       | Alemã, romena, alemães e franceses voluntários                                                    | SS-Oberführer Georg Bochmann                                        | 1943–1945          |          | 18 354 (1944)          |
|        |                                                               |                                                                                                   |                                                                     |                    |          |                        |
| 18.ª   | "Horst Wessel"                                                | Alemães étnicos da Hungria                                                                        | SS-Standartenführer Heinrich Petersen                               | 1944–1945          |          | 11 000 (1944)          |
|        |                                                               |                                                                                                   |                                                                     |                    |          |                        |
| 19.ª   | 2.ª Letã                                                      | Letã                                                                                              | SS-Gruppenführer e Generalleutnant das Waffen-SS Bruno Streckenbach | 1944–1945          |          | 20 592 (1944)          |
|        |                                                               |                                                                                                   |                                                                     |                    |          |                        |
| 20.ª   | 1.ª Estónia                                                   | Estónia                                                                                           | SS-Brigadeführer e Generalmajor das Waffen-SS Berthold Maack        | 1944–1945          |          | 15 382 (1944)          |
|        |                                                               |                                                                                                   |                                                                     |                    |          |                        |
| 21.ª   | "Skanderbeg"                                                  | Albanesa                                                                                          | SS-Oberführer August Schmidthuber                                   | 1944–1945          |          | 6156 (1944)            |
|        |                                                               |                                                                                                   |                                                                     |                    |          |                        |
| 22.ª   | "Maria Theresia"                                              | Alemães étnicos da Hungria                                                                        | SS-Brigadeführer e Generalmajor das Waffen-SS August Zehender       | 1944–1945          |          | 8000 (1944)            |
|        |                                                               |                                                                                                   |                                                                     |                    |          |                        |
| 23.ª   | "Kama"                                                        | Croata                                                                                            | SS-Oberführer Gustav Lombard                                        | 1944               |          | 2199 (1944)            |
|        |                                                               |                                                                                                   |                                                                     |                    |          |                        |
| 23.ª   | "Nederland"                                                   | Holandesa                                                                                         | SS-Brigadeführer e Generalmajor das Waffen-SS Jürgen Wagner         | 1945               |          | 6000 (1944)            |
|        |                                                               |                                                                                                   |                                                                     |                    |          |                        |
| 24.ª   | "Karstjäger"                                                  | Voluntários de etnia alemã da Itália e da Eslovénia                                               | SS-Oberführer Adolf Wagner                                          | 1944–1945          |          | 3000 (1944)            |
|        |                                                               |                                                                                                   |                                                                     |                    |          |                        |
| 25.ª   | "Hunyadi" (1.ª Húngara)                                       | Húngara                                                                                           | SS-Gruppenführer e Generalleutnant das Waffen-SS Josef Grassy       | 1944–1945          |          | 15 000 (1944)          |
|        |                                                               |                                                                                                   |                                                                     |                    |          |                        |
| 26.ª   | "Hungaria" (2.ª Húngara)                                      | Húngara                                                                                           | SS-Gruppenführer e Generalleutnant das Waffen-SS Josef Grassy       | 1944–1945          |          | 13 000 (1944)          |
|        |                                                               |                                                                                                   |                                                                     |                    |          |                        |
| 27.ª   | "Langemarck"                                                  | Flamenga                                                                                          | SS-Standartenführer Thomas Müller                                   | 1944–1945          |          | 7000 (1944)            |
|        |                                                               |                                                                                                   |                                                                     |                    |          |                        |
| 28.ª   | "Wallonien"                                                   | Valónia                                                                                           | SS-Standartenführer Léon Degrelle                                   | 1944–1945          |          | 4000 (1944)            |
|        |                                                               |                                                                                                   |                                                                     |                    |          |                        |
| 29.ª   | "RONA" ou Kaminski Brigade                                    | Russa                                                                                             | SS-Brigadeführer e Generalmajor das Waffen-SS Christoph Diehm       | 1944               |          | 15 000 (1943)          |
|        |                                                               |                                                                                                   |                                                                     |                    |          |                        |
| 29.ª   | "Italia"                                                      | Italiana                                                                                          | SS-Oberführer Erwin Tzschoppe                                       | 1945               |          | 15 000 (1944)          |
|        |                                                               |                                                                                                   |                                                                     |                    |          |                        |
| 30.ª   | "Russische Nr. 2"                                             | Bieolorussa                                                                                       | SS-Obersturmbannführer Hans Siegling                                | 1944–1945          |          | 11 600 (1944)          |
|        |                                                               |                                                                                                   |                                                                     |                    |          |                        |
| 30.ª   | "Weißruthenische Nr. 1" Formada a partir da "Russische Nr. 2" | Bieolorussa                                                                                       | SS-Standartenführer Hans Siegling                                   | 1945               |          | 4400 (1944)            |
|        |                                                               |                                                                                                   |                                                                     |                    |          |                        |
| 31st   | 31.ª Divisão de Granadeiros Voluntários SS "Batschka"         | Hungria                                                                                           | SS-Brigadeführer e Generalmajor das Waffen-SS Gustav Lombard        | 1944–1945          |          | 11 000 (1944)          |
|        |                                                               |                                                                                                   |                                                                     |                    |          |                        |
| 32.ª   | "30. Januar"                                                  | Alemã                                                                                             | SS-Standartenführer Hans Kempin                                     | 1945               |          |                        |
|        |                                                               |                                                                                                   |                                                                     |                    |          |                        |
| 33.ª   | "Ungarische Nr. 3" Tornou-se parte da "Hungaria"              | Hugria                                                                                            | SS-Oberführer László Deák                                           | 1945               |          |                        |
|        |                                                               |                                                                                                   |                                                                     |                    |          |                        |
| 33.ª   | "Charlemagne"                                                 | Franceses                                                                                         | SS-Standartenführer Walter Zimmermann                               | 1945               |          | 11 000 (1944)          |
|        |                                                               |                                                                                                   |                                                                     |                    |          |                        |
| 34.ª   | "Landstorm Nederland"                                         | Holandeses                                                                                        | SS-Oberführer Martin Kohlroser                                      | 1945               |          |                        |
|        |                                                               |                                                                                                   |                                                                     |                    |          |                        |
| 35.ª   | Divisão de Granadeiros da Polícia e SS                        | Alemã                                                                                             | Oberst Rüdiger Pipkorn                                              | 1945               |          |                        |
|        |                                                               |                                                                                                   |                                                                     |                    |          |                        |
| 36.ª   | "Dirlewanger"                                                 | Mista                                                                                             | SS-Brigadeführer e Generalmajor das Waffen-SS Fritz Schmedes        | 1945               |          | 4000 (1945)            |
|        |                                                               |                                                                                                   |                                                                     |                    |          |                        |
| 37.ª   | "Lützow"                                                      | Húngara                                                                                           | SS-Standartenführer Karl Gesele                                     | 1945               |          |                        |
|        |                                                               |                                                                                                   |                                                                     |                    |          |                        |
| 38.ª   | "Nibelungen"                                                  | Alemã                                                                                             | SS-Standartenführer Martin Stange                                   | 1945               |          | 6000                   |

E também:
| Número | Divisão                                                                                | Origem | Último comandante    | Operational | Símbolo | Máximo de operacionais |
| ------ | -------------------------------------------------------------------------------------- | ------ | -------------------- | ----------- | ------- | ---------------------- |
|        |                                                                                        |        |                      |             |         |                        |
|        | Divisão Panzer Kempf Unidade temporária de elementos do Heer e das SS-Verfügungstruppe | Alemã  |                      | 1939        |         | 164-180 tanques        |
|        |                                                                                        |        |                      |             |         |                        |
| 1.ª    | 1.ª Divisão de Cavalaria Cossaca                                                       | Russos | Helmuth von Pannwitz | 1943–1945   |         | 17,500                 |